# Insurrezione di Palermo (1860)
Con insurrezione di Palermo si indica la serie di avvenimenti svoltisi dal 27 al 30 maggio 1860 che portarono alla conquista della città di Palermo da parte dei garibaldini della spedizione dei Mille.

## Antefatto

### Monreale
Dopo la vittoria della battaglia di Calatafimi il generale Garibaldi decise di marciare in direzione di Palermo, che era stata fin dall'inizio il principale obiettivo siciliano della spedizione. Nel frattempo nel campo borbonico il governatore Paolo Ruffo, principe di Castelcicala (71 anni) veniva sostituito dal commissario straordinario, il generale Ferdinando Lanza (73 anni), che progettava di ritirarsi a Messina e da qui poi riprendere la controffensiva così come era accaduto nel 1848. Dopo aver sostato fino al 16 maggio a Calatafimi il 17 i Mille iniziarono la marcia di avvicinamento, fermandosi in seguito ad Alcamo, giungendo il 18 a Partinico (dove erano ancora visibili i risultati dell'eccidio) e fermandosi quindi poco oltre Borgetto sulla strada Monreale-Palermo. Il principale problema della conquista della capitale dell'isola era dovuto all'enorme disparità di forze esistenti; Garibaldi, con circa 900 volontari dell'originaria spedizione e qualche migliaio di insorti siciliani, doveva affrontare i 21 000 soldati borbonici, poggiando le proprie speranze di riuscita principalmente sull'insurrezione della popolazione palermitana. Volendo attaccare prima Monreale, e da questa poi scendere in città, si mise in contatto con Rosolino Pilo e Giovanni Corrao che si trovavano a capo degli insorti siciliani, a 5-6 chilometri da lui, chiedendogli di attaccare sul fianco opposto i soldati borbonici per costringerli a retrocedere. A Monreale erano presenti tre battaglioni e 3000 mercenari stranieri comandati dal colonnello Von Mechel e dal maggiore Del Bosco che non attesero l'attacco dei siciliani ma la mattina del 21 passarono subito alla controffensiva; nel combattimento che seguì venne anche ucciso Rosolino Pilo.

### Parco

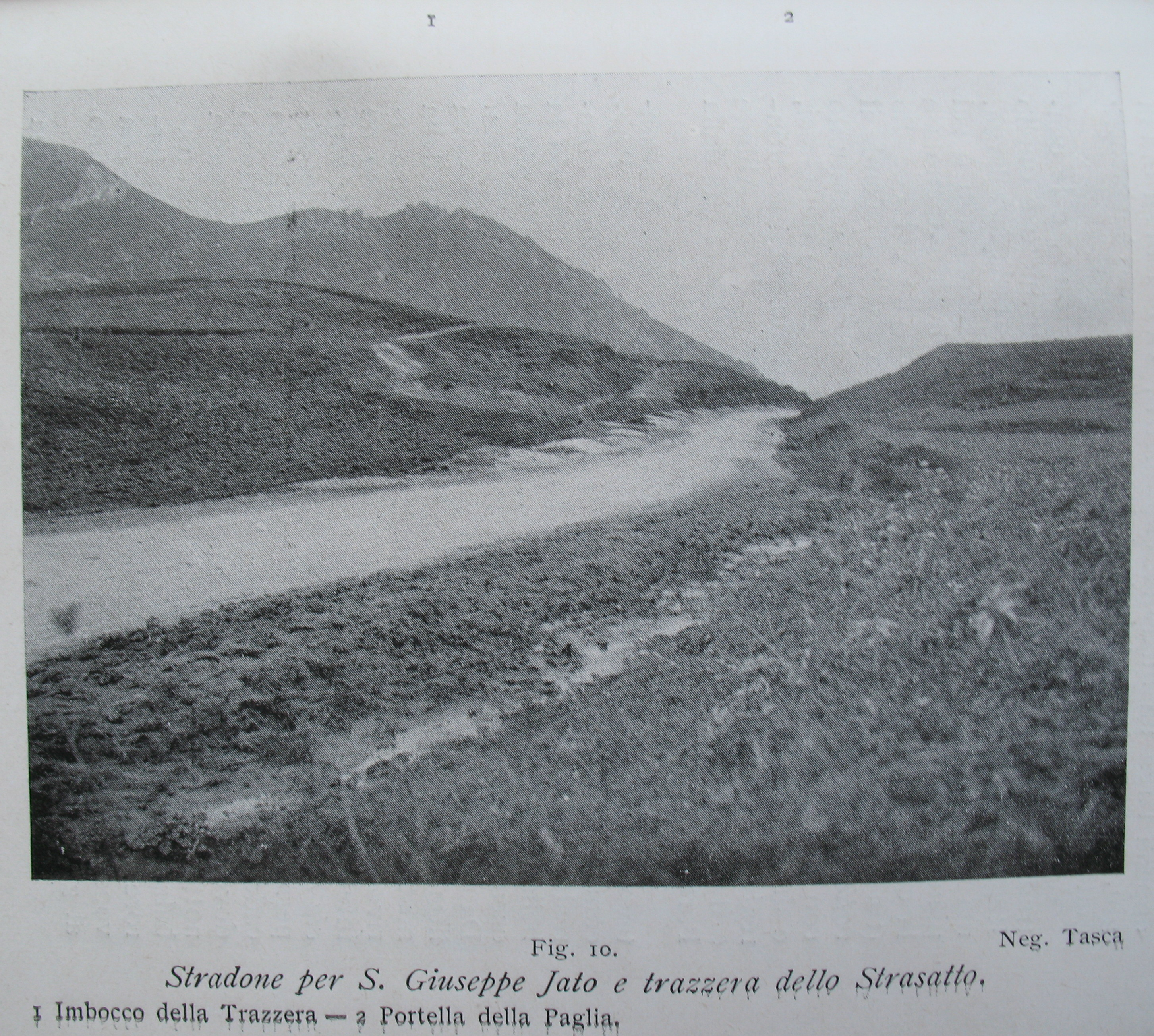
Foto dello stradone per San Giuseppe Jato e trazzera dello Strasatto (1910)

Ritenendo a questo punto la posizione occupata sull'altopiano di Renda vulnerabile ad un'eventuale offensiva nemica, Garibaldi decise di ritirarsi verso Parco (l'attuale Altofonte) distante una decina di chilometri in linea d'aria da Monreale. Dopo aver ordinato alle squadre di Partinico e Piana dei Greci (insieme con altre) di rimanere sul posto per impegnare il nemico (con l'ordine di ritirarsi nel caso che il combattimento divenisse troppo acceso), a mezzanotte del 21 maggio venne tolto il campo e s'iniziò una marcia nell'oscurità e sotto una pioggia battente. Seguendo inizialmente la strada per San Giuseppe Jato si percorse in seguito una trazzera (sorta di tratturo; in lingua siciliana le vie armentizie sono individuate con la parola trazzere), che doveva condurre i garibaldini alla meta prefissata. Fu imposto il massimo silenzio; oltre il fango che impacciava i movimenti ed al fatto che spesso invece di seguire il sentiero si tagliava direttamente per i campi coltivati, la maggiore difficoltà si ebbe nel trasportare l'artiglieria, compito nel quale si riuscì grazie anche all'aiuto dei contadini di Parco. Giunti alla meta gli abitanti di Parco volevano accogliere in maniera festosa i Mille illuminando i balconi e accendendo delle fiaccole, cosa che fu proibita dal Generale per non essere scoperti dai borbonici che si trovavano dall'altro lato della valle.

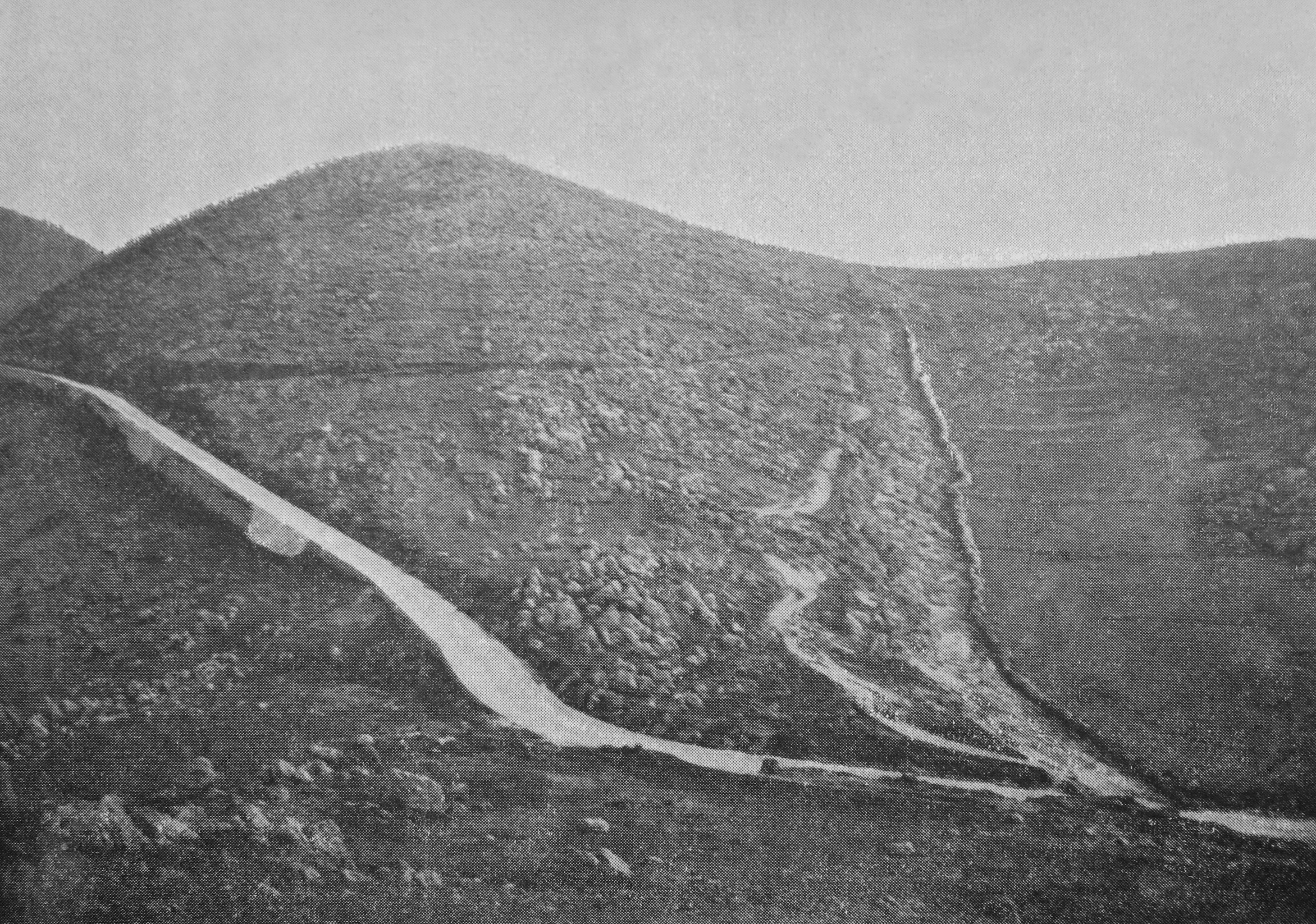
Foto del luogo ove fece campo Garibaldi al Cozzu di Crasto (1910)

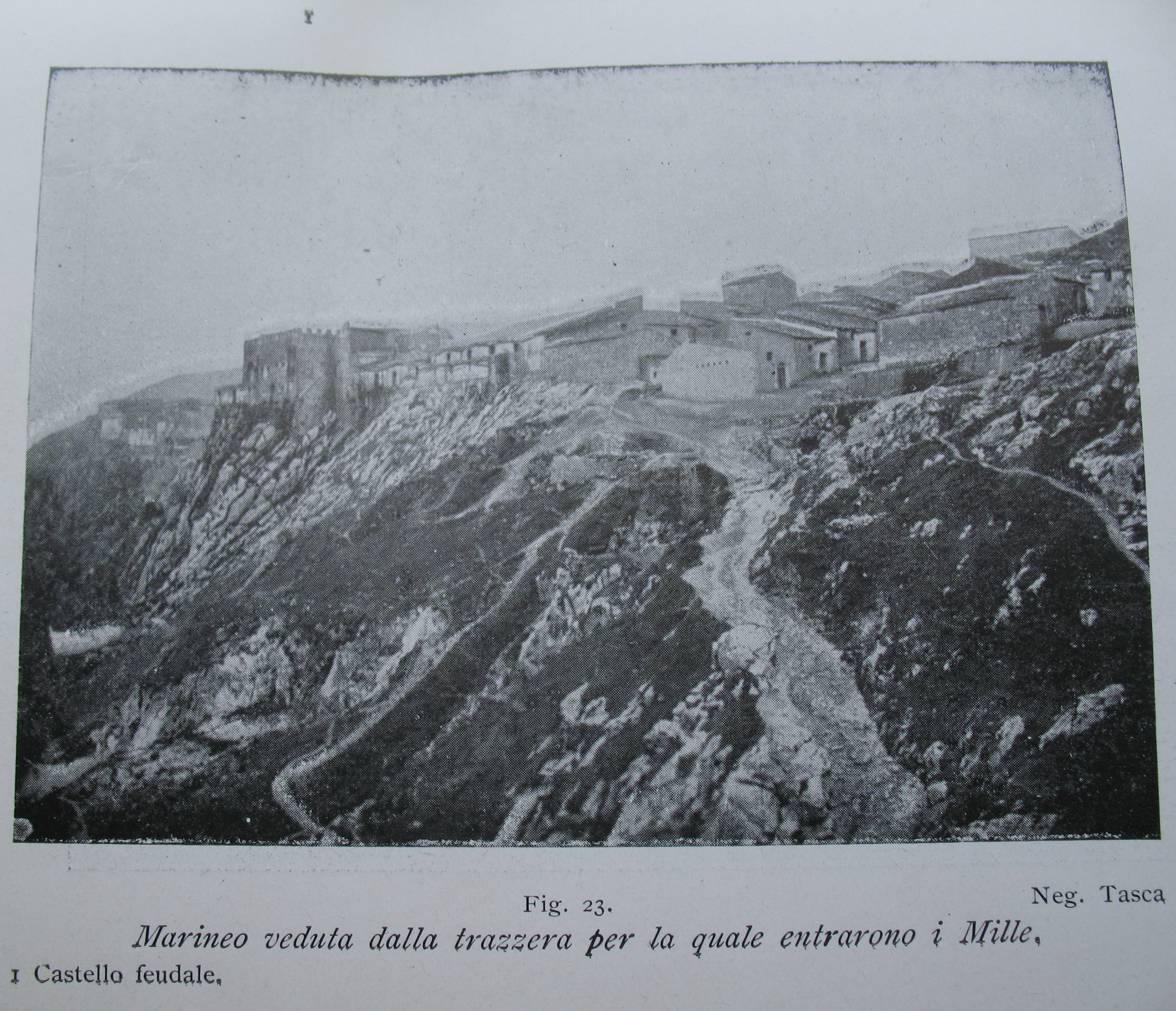
Marineo veduta dalla trazzera per la quale entrarono i Mille (1910)

L'accampamento venne fissato su un colle detto Cozzo di Crasto a quota 553,  circa 200 metri più in alto del paese. A questo punto la spedizione si trovava sul lato meridionale della città di Palermo ed era più semplice per Garibaldi congiungersi con La Masa che dal 20 si trovava a Gibilrossa con le squadre che, per incarico del condottiero dei Mille, era riuscito a raccogliere dopo Calatafimi. Garibaldi si occupò anche della parte "politica" della spedizione nominando il 22 maggio governatore del distretto di Palermo Paolo Migliore.
Nel frattempo i borbonici avevano deciso di attaccare i Mille presso Parco così come sperato anche da Garibaldi. Il primo tentativo venne fatto il 23 quando una colonna uscì da Palermo ma non oltrepassò il monte detto del Fico che si trova di fronte al Cozzo di Crasto. Il 24 furono tre le colonne che si mossero, una da Palermo al comando del generale Colonna (due battaglioni) e due da Monreale (sette battaglioni) al comando del Von Mechel, per assaltare il campo garibaldino. Il piano prevedeva che, mentre due colonne attaccavano frontalmente, la terza assalisse i Mille alle spalle partendo dalla Portella del Rebuttone che dalla quota di metri 713 domina il Cozzo di Crasto e chiude la strada verso Piana dei Greci. Il Generale, per non rimanere intrappolato, decise a questo punto di ritirarsi verso Piana lasciando 100 uomini di retroguardia e alcune squadre appostate sul monte Moarda, prolungamento occidentale del Rebuttone. L'ordine di ritirarsi su Piana venne comunicato anche al La Masa. La ritirata non seguì la strada, ma le scorciatoie presenti sull'altopiano. Verso le undici antimeridiane le forze garibaldine vennero a contatto con i borbonici che cercavano di assalire i Mille alla spalle. Respinti i nemici, Garibaldi giunse nella cittadina alle 2 del pomeriggio. L'artiglieria, seguendo la strada rotabile, riuscì ad arrivare per le 6. Verso le 11 le squadre siciliane appostate sul Moarda non sentendo più l'artiglieria e vedendo i Mille in ritirata, avevano incominciato a scompaginarsi accusando i continentali di tradimento; per fortuna il La Masa si imbatté verso le dodici, presso Mezzagno, (Belmonte Mezzagno) in molti dispersi di queste squadre e riuscì a riunirli nuovamente, spiegando loro che si era trattato di una mossa strategica che essi non potevano capire e minacciandoli di fucilazione. Accortosi che Mezzagno pullulava di nemici e informato che Garibaldi intendeva ritirarsi verso l'interno dell'isola, si recò a Marineo, dove giunse in serata e da dove indirizzò una lettera al condottiero chiedendogli di visitare il suo campo a Gibilrossa, che egli affermava essere fortissimo e numerosissimo (La Masa temeva si sarebbe sciolto alla notizia della ritirata dei Mille), e di non rinunciare all'attacco su Palermo, cosa che avrebbe avuto un pessimo effetto sul morale dei palermitani; da Marineo tornò poi al proprio campo di Gibilrossa dove giunse a mezzanotte.
Intanto le forze borboniche (eccetto quelle del generale Colonna rientrato a Palermo) rimanevano ferme a Parco per tutto il 24, non tentando altri attacchi, eccetto un tentativo mal riuscito dalla gola del Pozzillo, che si trovava alle spalle dei volontari.

### Piana dei Greci

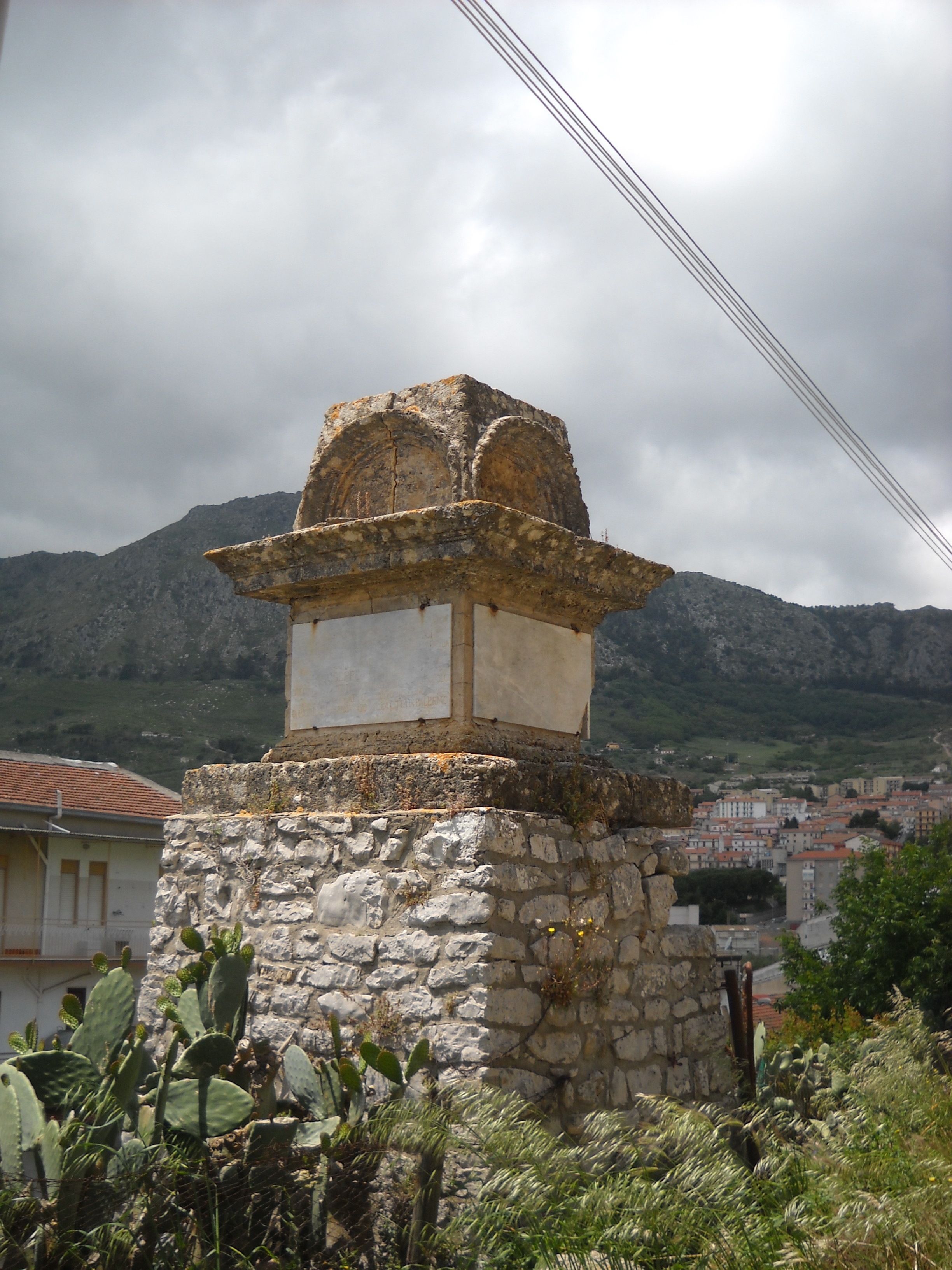
Cippo in memoria di Garibaldi, presso Madonna dell'Udienza, Piana degli Albanesi

Nel frattempo Garibaldi rimase a Piana dei Greci (ovvero Piana degli Albanesi) presso il poggio detto di Madonna dell'Udienza. 
In serata fu suonata l'adunata generale, quindi l'artiglieria, i feriti, i malati, circa quaranta carrette di bagaglio e 150 "picciotti" corleonesi al comando del colonnello Vincenzo Giordano Orsini partirono in direzione di Corleone (allontanandosi quindi da Palermo) mentre il resto della truppa (circa 750 volontari) con il Generale li seguì un'ora dopo. L'artiglieria continuò la sua ritirata verso il centro dell'isola, il resto dei volontari invece girò a sinistra, prima del ponte sul Fosso Maganoce. 

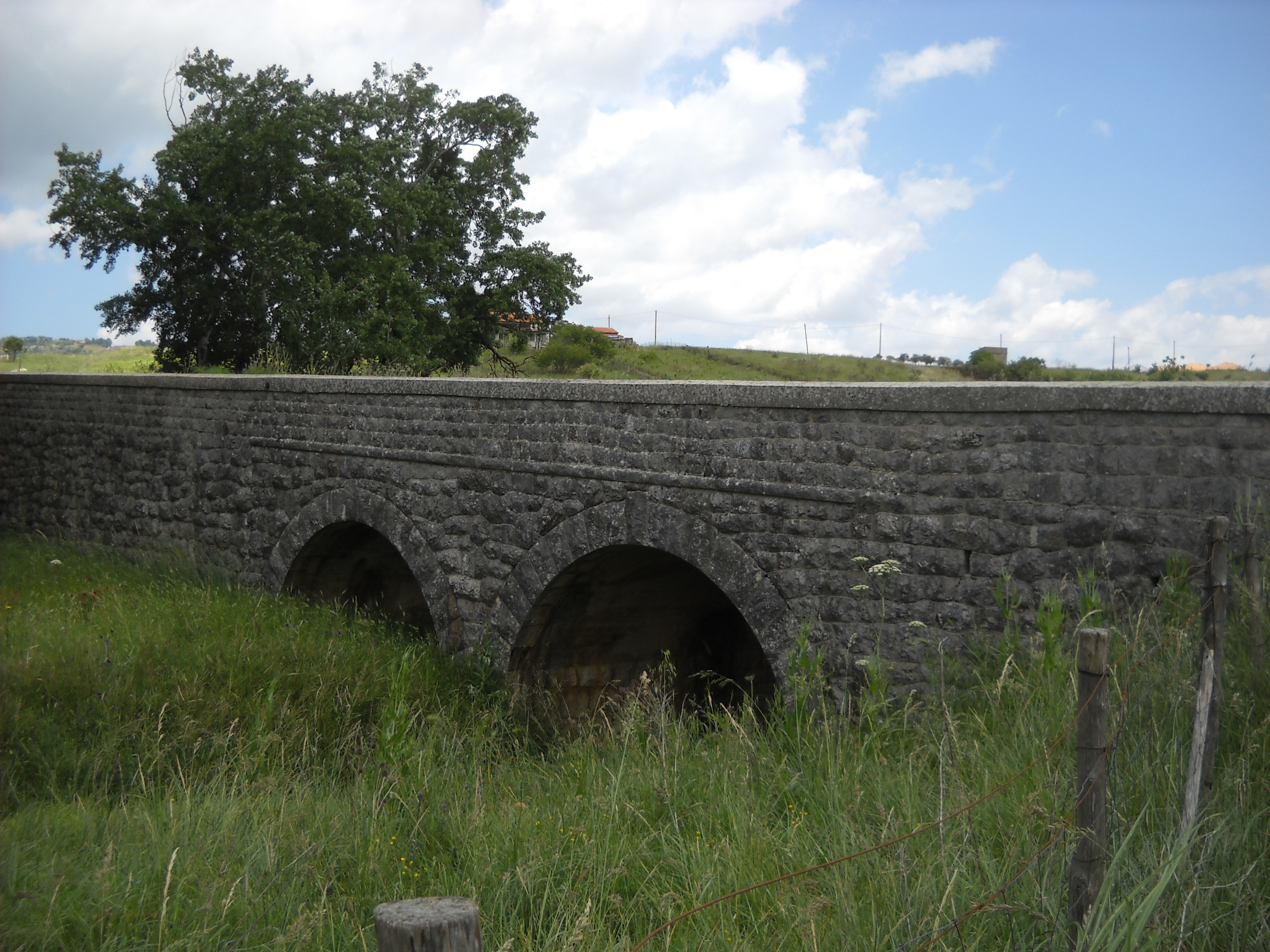
Ponte in Piana degli Albanesi presso il quale Garibaldi divise le truppe; passarono il ponte, in direzione di Corleone, i feriti ed i carriaggi

Egli con il resto delle truppe prese la trazzera che conduceva a Santa Cristina (Santa Cristina Gela) e sostando al Chianetto (Pianetto) a un chilometro circa del paesino, dove si fermarono a riposare per il resto della notte. Il 25 i 750 volontari guidati da Garibaldi proseguirono per Marineo, mentre i borbonici (circe 3000 uomini) al comando di Von Mechel e Del Bosco giungevano a Piana dei Greci, dove rimasero fino alla sera del 26, muovendosi poi all'inseguimento della colonna dell'Orsini che essi credevano essere l'intera spedizione.
La notizia che:
(Lettera inviata dal Commissario straordinario a Napoli)
veniva poi da Napoli trasmessa il 27 a Roma e da qui giungeva il 29 a Vienna quando ormai la situazione era totalmente cambiata.
Una colonna di artiglieria guidata da Orsini fu inviata, quale manovra diversiva, verso il centro dell'isola. La colonna, partita da Piana degli Albanesi il 24 giunse alle 10 di mattina del giorno successivo a Corleone. Il 27 impegnò in combattimento la colonna di Von Mechel e Bosco, che l'inseguiva credendola il grosso delle forze garibaldine, perdendo due dei cinque cannoni in suo possesso, mentre i tre rimanenti vennero nascosti il 29. Nel frattempo Orsini da Corleone si era mosso verso Bisacquino e Chiusa Sclafani, ripiegando poi verso Giuliana, con l'intenzione di raggiungere Sciacca, da dove i componenti della colonna speravano di imbarcarsi verso Malta. Il 29 sera però giungeva la notizia dell'entrata in Palermo dei Mille e perciò Orsini decise di tornare indietro, recuperando nel frattempo i cannoni nascosti dopodiché, con l'aiuto di Achille Campo macchinista del Piemonte, i pezzi di artiglieria vennero riparati presso un'officina impiantata a Sambuca.
Garibaldi ripartito dal Chianetto il 25 mattina si portò a Marineo, dove giunse mezz'ora prima di mezzogiorno, recandosi quindi sul monte Calvario per osservare la situazione circostante. In seguito scrisse al La Masa che sperava per l'indomani di recarsi a Gibilrossa. In realtà ripartì il giorno stesso in direzione di Misilmeri, giungendovi all'una di notte. Alle quattro di notte si tenne consiglio di guerra, presente anche il La Masa, e si decise per l'attacco alla capitale isolana; alle cinque era tutto finito e Garibaldi disse a Nino Bixio le famose parole: «Nino, domani a Palermo», a cui questi rispose: «o a Palermo o all'inferno». Nel frattempo anche il Corrao, che aveva preso il posto di Pilo, e con le sue squadre siciliane si trovava sulle colline a ovest della città, veniva avvertito di tenersi pronto a cooperare all'attacco.

## Assalto su Palermo

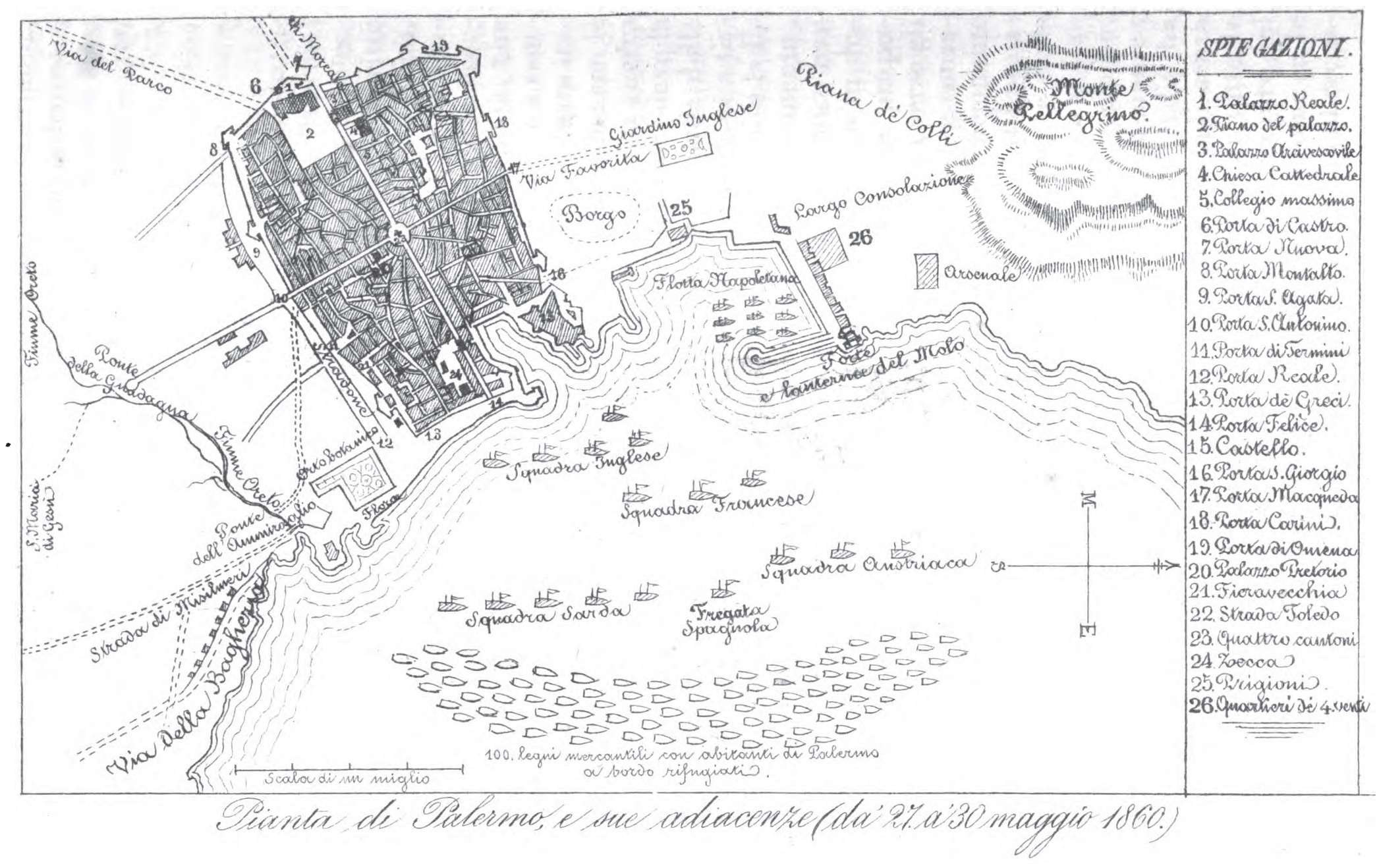
Mappa di Palermo relativa ai giorni dal 27 al 30 maggio 1860

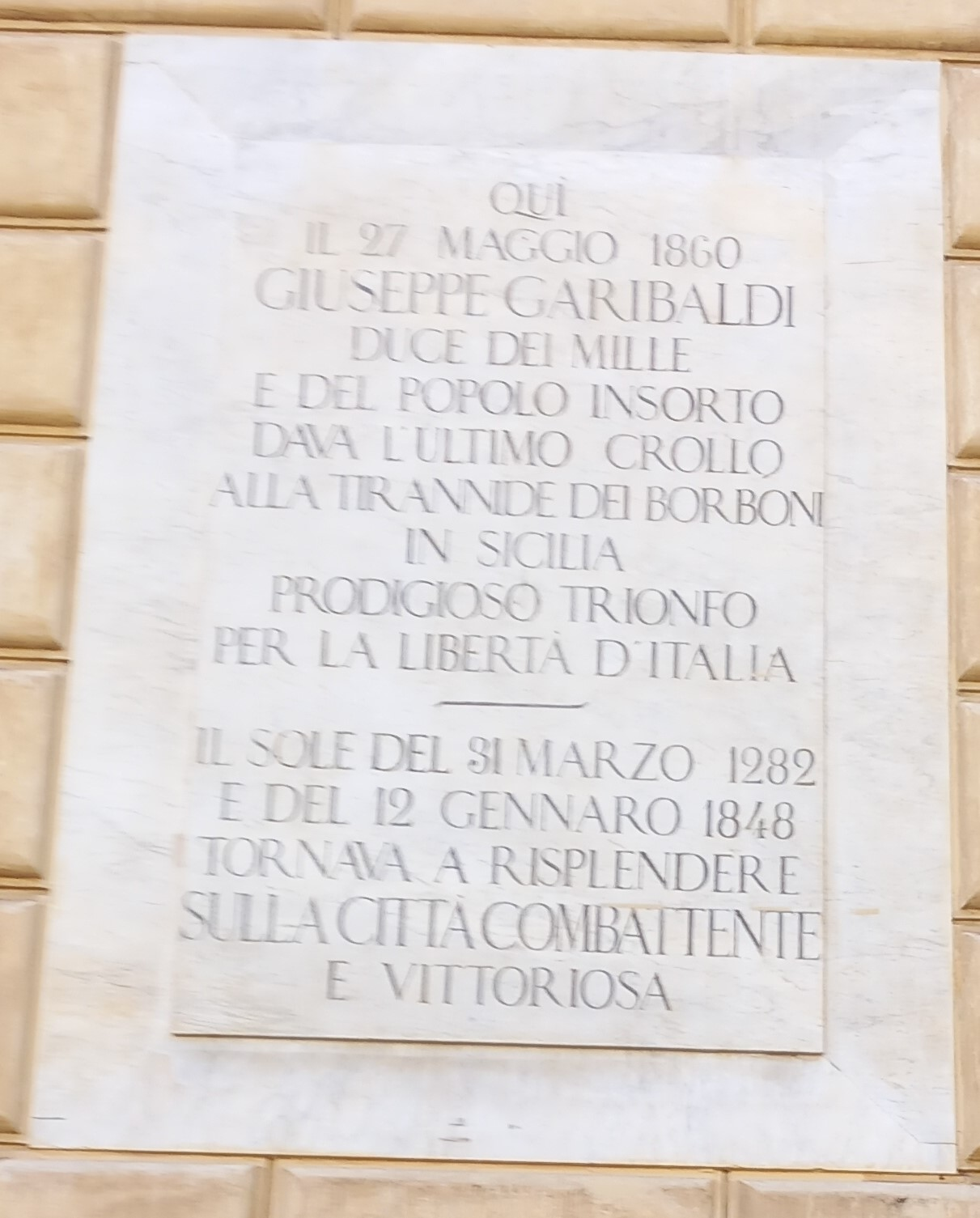
Lapide presso piazza Pretoria

La spedizione, partita verso le undici di mattina da Misilmeri, giunse verso mezzogiorno a Gibilrossa. Qui si trovavano circa quaranta squadre siciliane, con effettivi che variavano da duecento a venti-trenta uomini, che furono passate in rassegna da Garibaldi. In seguito fu prescelta l'avanguardia e bandito un premio di 8 000 onze da dare a chi per primo avesse piantato il tricolore sul Palazzo municipale di Palermo. All'imbrunire iniziò la discesa su Palermo con la consegna del silenzio più assoluto e l'ordine di non sparare fino al sorgere del sole. A Gibilrossa giunsero inoltre tre ufficiali inglesi e due americani con notizie e il corrispondente del The Times, l'ungherese Éber, con informazioni da parte del comitato rivoluzionario di Palermo e la richiesta, accolta, di venir arruolato fra i Mille. Da queste informazioni Garibaldi riuscì a conoscere qual era la zona peggio difesa, il lato sud-orientale che era rivolto verso il mare.

### La battaglia a ponte dell'Ammiraglio

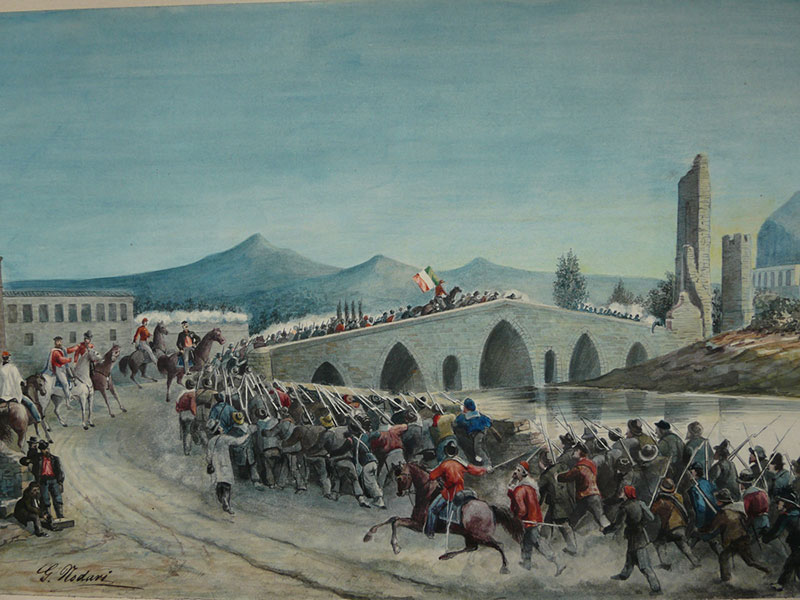
I garibaldini attraversano il Ponte dell'Ammiraglio (dipinto di Giuseppe Nodari)

Superati i dirupi della montagna gli attaccanti seguirono la strada che portava alla città ed alle due di notte giunsero a Acqua dei Corsari, qui fecero sosta e si disposero, per ordine del Generale, in due file al lato della strada. In avanguardia vi erano trenta Cacciatori delle Alpi del maggiore Tüköry fiancheggiati e seguiti dai guerriglieri delle squadre del La Masa. Poco prima dell'alba raggiunsero Settecannoli, dove i siciliani, trasgredendo gli ordini iniziarono a sparare e fecero così perdere agli attaccanti il vantaggio della sorpresa tattica. Questo permise ai circa 200 soldati borbonici appostati presso il Ponte dell'Ammiraglio di iniziare un fuoco di fila che causò lo scompiglio nelle squadre siciliane che si dispersero parzialmente nei campi. Comunque i Cacciatori delle Alpi, e parte dei siciliani, risposero al fuoco e il loro successivo assalto causò la fuga dei soldati napoletani, permettendo così al resto dei volontari di attraversare il ponte; continuavano però a venire bersagliati da altre truppe presenti sul Ponte della Guadagna.
Molti furono feriti nel piano antistante la Porta Termini (Lajos Tüköry vi ricevette il colpo che doveva portarlo poi alla morte), perciò il Generale inviò una compagnia per prendere alla spalle i borbonici della Guadagna e farne cessare il fuoco, come in effetti avvenne. Intanto molti dei garibaldini erano riusciti ad entrare in città, questo anche grazie al fatto che i 59 soldati borbonici del 9º di linea i quali, appostati dietro un terrapieno, avevano sostenuto inizialmente l'urto dell'attacco successivamente, non vedendo giungere rinforzi, si erano ritirati verso il corpo di guardia delle Regie Poste, che si trovava vicino alla chiesa di San Cataldo.

### L'insurrezione della popolazione

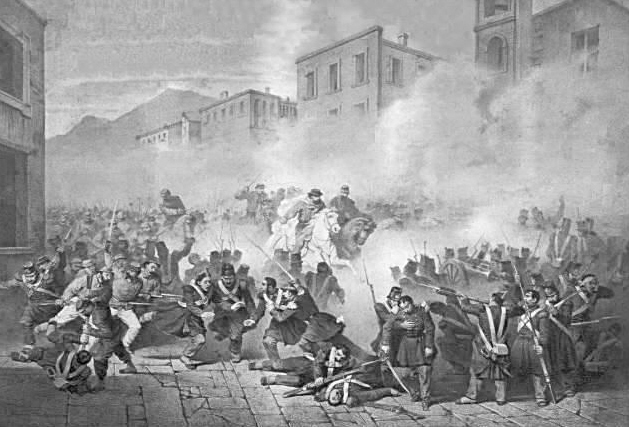
Garibaldi entra a Palermo da Porta Termini

Entrati in città le squadre si diressero subito alla piazza Fieravecchia (luogo simbolo in quanto vi aveva avuto inizio la rivoluzione siciliana del 1848). A questo punto gli abitanti si convinsero che i garibaldini erano entrati in Palermo e la popolazione insorse; le campane iniziarono a suonare a stormo. Nello stesso tempo una nave da guerra posta davanti alla via S. Antonino (odierna via Lincoln) cominciò a tirare per impedire l'accesso alla Porta Termini. Lo stesso punto era preso d'infilata dal tiro dei soldati presenti presso la Porta Sant'Antonino e dalla caserma posta nelle vicinanze; gli attaccanti aspettavano quindi l'intervallo tra un tiro e l'altro della nave per attraversare il quadrivio posto dinnanzi alla porta. Per far passare il Generale si costruì una barricata di vari oggetti permettendo quindi l'ingresso di Garibaldi in città verso le quattro di mattina.

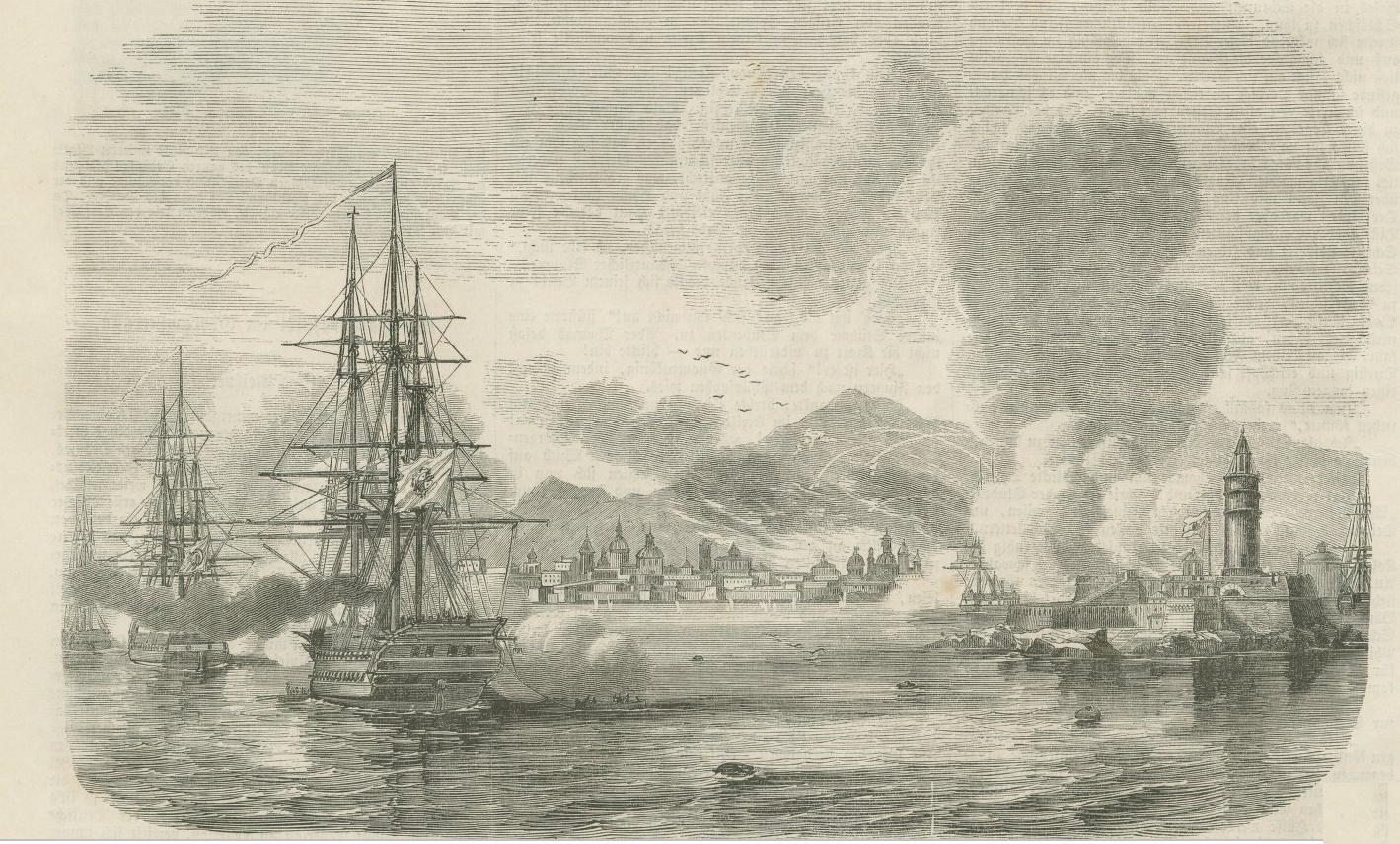
Le navi borboniche cannoneggiano sulla città

In un'ora le squadre avevano occupato all'incirca metà della città ma a mezzogiorno dal Castello a Mare iniziò il bombardamento sull'abitato, azione che era già stata minacciata dal Lanza in caso di insurrezione, ed anche i cannoni del Palazzo Reale incominciarono a far fuoco insieme a due fregate poste in rada. Intanto su tutta la linea del fronte si continuava a combattere. 

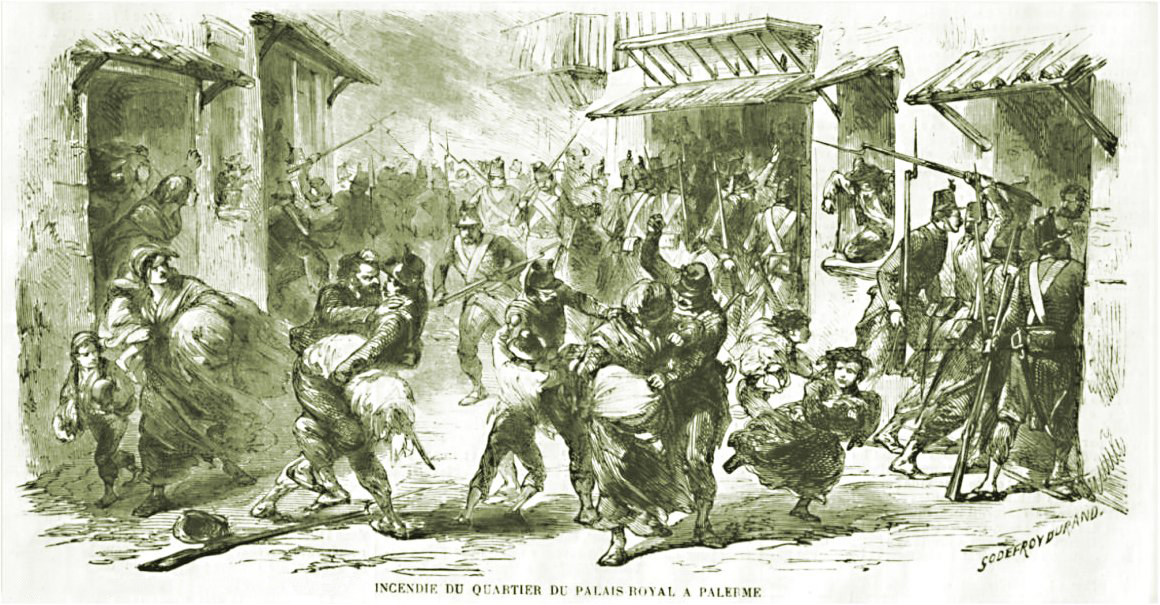
Le truppe regie iniziano il saccheggio presso Porta di Castro, per poi dare alle fiamme l'intero quartiere a sud del Palazzo Reale

La reazione borbonica, comunque, mostrò la totale assenza di un chiaro piano d'azione, limitandosi ad atti di ritorsione verso la cittadinanza, spesso sfociati in uccisioni, stupri, saccheggi e incendi di abitazioni civili; l'ammiraglio inglese Mundy, presente nel porto, scriveva in proposito: «un intero quartiere, lungo mille e largo cento yards, è in cenere; famiglie intere sono state bruciate vive insieme colle loro case, mentre le atrocità delle truppe regie sono indescrivibili»; a ciò si aggiunse anche la profanazione e la rapina di chiese e conventi.
La popolazione, armata alla meglio, era scesa anch'essa sul campo e si costruivano dappertutto delle barricate. Presidente del "Comitato delle barricate" fu chiamato un medico molto conosciuto in città, il futuro senatore Gaetano La Loggia. Già il 27 a capo dell'amministrazione comunale gli insorti avevano messo il duca della Verdura Giulio Benso Sammartino.
La battaglia cessò solo al sopravvenire della notte e anche il bombardamento (che aveva causato più di trenta incendi) ebbe qualche ora di pausa.

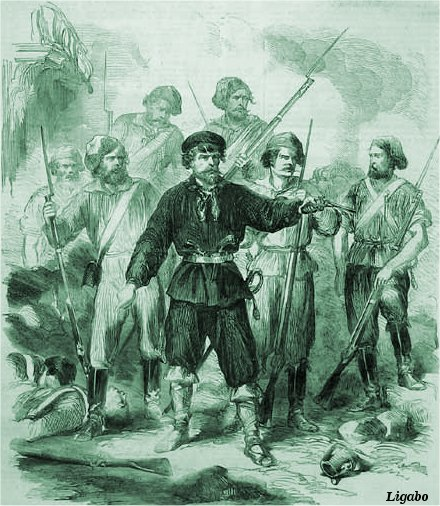
Giuseppe La Masa capeggia i suoi squadriglieri

Nel pomeriggio si era avuto il secondo attacco, portato dalle squadre del Corrao (che aveva sostituito Rosalino Pilo), disposte sul lato nord-occidentale della città. Questo era meglio difeso del lato sud-est attaccato da Garibaldi ed era per di più presidiato dalle truppe che quest'ultimo aveva respinto. Durante il giorno gli uomini del Corrao non erano riusciti ad entrare, ma con un attacco notturno di sorpresa sulle truppe accampate in piazza Sant'Oliva riuscirono nell'impresa barricandosi poi nel Corso Olivuzza. Il Corrao stabilì il proprio quartier generale nel Palazzo Butera. Infatti poco dopo si aveva un forte contrattacco dei borbonici, interessati a ristabilire le comunicazioni interrotte tra i due punti dove erano asserragliate le truppe regie: il Palazzo Reale ed il porto di Palermo; per quattro volte fu tentato l'assalto (l'ultima delle quali con l'artiglieria) ma alla fine i napoletani si ritirarono sconfitti. Il Corrao faceva il proprio ingresso in città (ferito alla fronte) da Porta Maqueda la mattina del 28 maggio.
L'attacco delle squadre guidate dal Corrao spezzò quindi in due tronconi l'armata borbonica, e le truppe regie si ritirarono verso il Palazzo Reale e verso il Castello a Mare. Contemporaneamente anche i soldati di guardia alle Grandi Prigioni (Vicaria), per non rimanere isolati, lasciarono i loro posti permettendo ai carcerati (tra i quali alcuni detenuti politici) di evadere e di andare, per la maggior parte, ad ingrossare le file degli insorti.

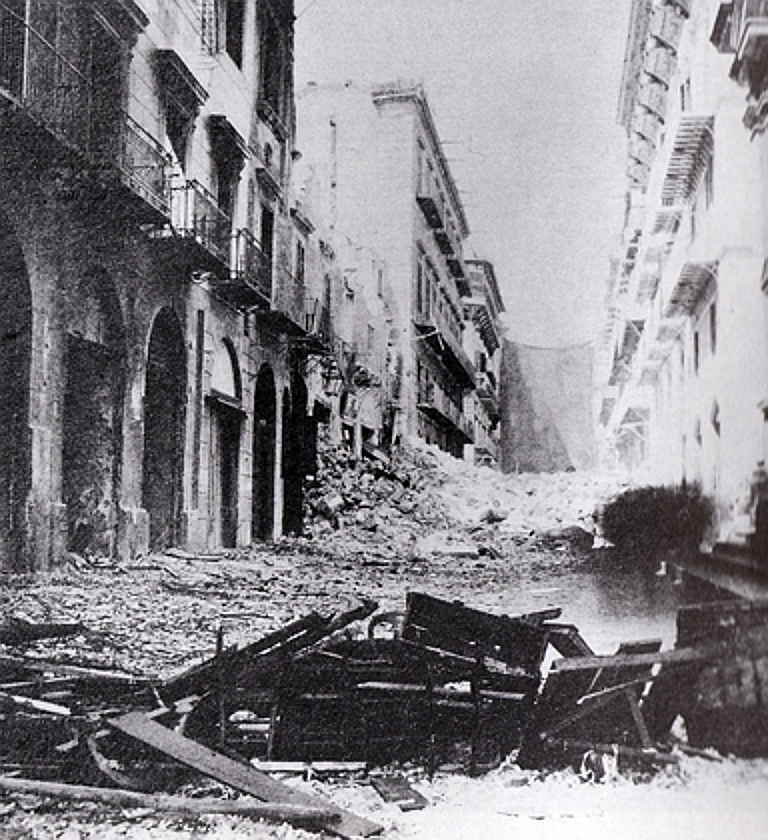
Primi di giugno: quartiere Quattro Venti, un telone è steso attraverso la strada per impedire le comunicazioni visuali delle truppe borboniche asserragliate nel castello con le loro navi

Il 29 mattina i soldati borbonici dentro Palazzo Reale, a corto di viveri e forse anche di munizioni, che erano però presenti presso il Castello a Mare, fecero un nuovo importante sforzo per ricongiungersi con le forze lì presenti. Si combatté su tutta la linea delle barricate ed in maniera accanita nei pressi del Duomo, del Palazzo Reale e del Papireto. Le contromisure messe in atto dal Generale furono comunque efficaci ed il tentativo fallì. Le truppe di Palazzo Reale erano a questo punto quasi totalmente sprovviste di viveri e munizioni mentre a Castello a Mare iniziarono a mancare le bombe. La mattina del 30 il bombardamento borbonico era cessato ed anche i combattimenti languivano; nel mattino il generale Lanza chiese al generale Garibaldi di iniziare delle trattative, con l'intermediazione dell'ammiraglio Mundy. Fu stabilito quindi un immediato cessate il fuoco e un armistizio a partire dalle 12.
A questo punto la vittoria che si profilava da parte garibaldina corse un grave pericolo. Infatti le ingenti forze comandate dal Von Mechel e dal Bosco (circa 3000 uomini) che ingannate dalla diversione avvenuta a Piana dei Greci avevano inseguito la colonna dell'Orsini, richiamate dal Lanza il 29 sera (un precedente messaggero inviato dal commissario era stato intercettato) tornarono rapidamente indietro, entrando in città il 30 mattina dalla Porta Termini (come già fatto dal generale Garibaldi) e, per via della tregua e del fatto che i combattimenti si erano svolti in altre parti della città, trovarono la Porta e le zone circostanti pochissimo difese. Si trattava in gran parte di mercenari bavaresi e svizzeri ben addestrati e muniti di cavalleria e artiglieria. L'attacco fu contrastato inizialmente dal capo di stato maggiore di Garibaldi Giuseppe Sirtori e poi dal colonnello Carini, entrambi rimasti feriti.

### La tregua
Quando le forze napoletane erano ormai giunte alla Fieravecchia intervenne Garibaldi accompagnato da un capitano borbonico che impose ai comandanti borbonici di cessare immediatamente l'attacco per via della tregua già stipulata.

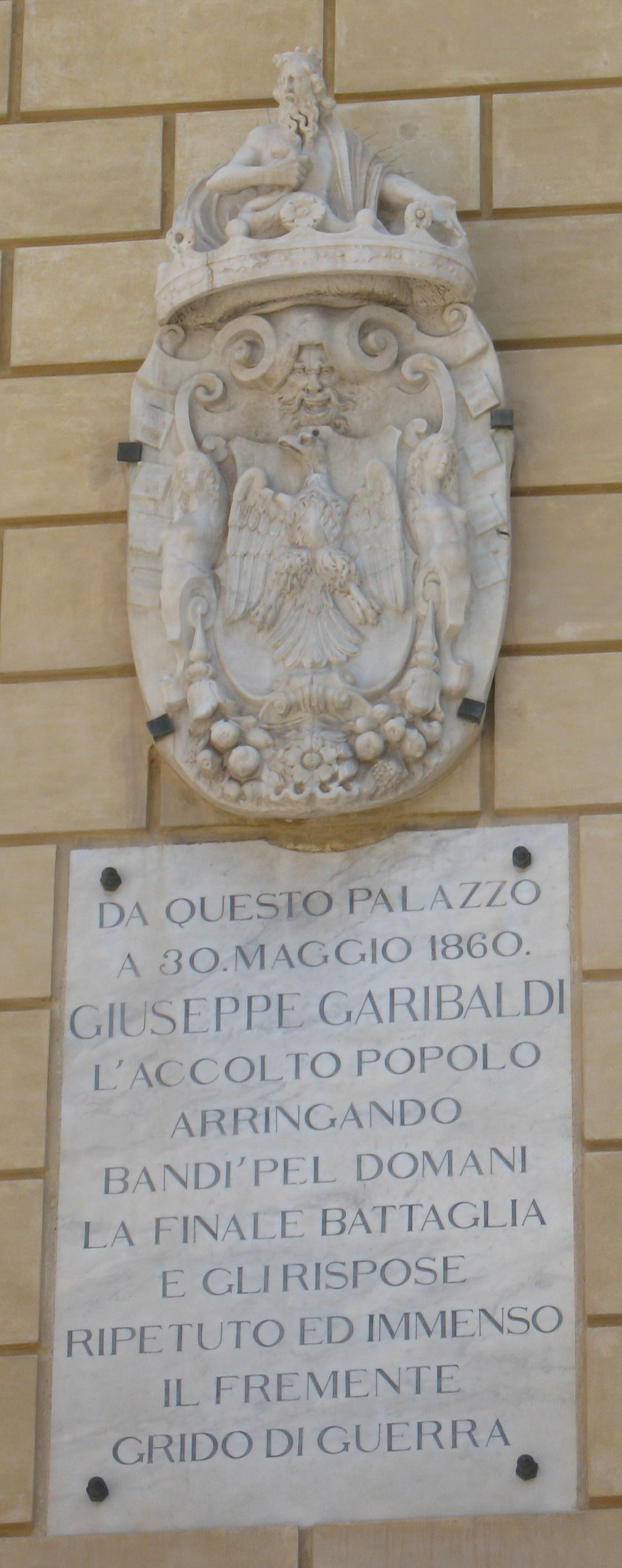
Lapide a Palazzo delle Aquile che ricorda il discorso di Garibaldi tenuto dopo la stipula della tregua

Alle due pomeridiane vi fu un incontro tra Garibaldi, che indossava l'uniforme di generale piemontese, ed il generale Letizia, quale rappresentante del commissario straordinario, a bordo del vascello inglese Hannibal, comandato dall'ammiraglio Mundy. Garibaldi permise il libero passaggio a feriti e vettovaglie ma si oppose a che il Senato di Palermo (che costituiva la municipalità) sottoponesse un «umile petizione a S. M. il Re, esprimendogli i reali bisogni della città», dicendo che era finito il tempo delle umili petizioni. La tregua fu stabilita fino alle 18 del giorno dopo.
Tornato al Palazzo delle Aquile Garibaldi vi ricevette il maggiore Bosco venuto a insistere sui punti della tregua in precedenza respinti dal Generale. Allora, alla presenza del maggiore, egli tenne un discorso alla folla che si era raccolta e che voleva conoscere qual erano le condizioni dell'armistizio:
(Paolucci, p. 185)
A queste parole la folla rispose in modo unanime con il grido «guerra, guerra». il Generale allora rispose di prepararsi in ogni maniera e con qualsiasi arma alla ripresa dei combattimenti e congedò il maggiore Bosco. S'iniziò subito a preparare barricate e munizioni per contrastare l'attacco dei regi che si giudicava imminente. Nel frattempo i borbonici si preparavano ad effettuare una manovra a tenaglia coordinando le forze di Palazzo Reale con quelle presenti alla Fieravecchia, ma visto l'ardore del popolo palermitano per la lotta il Lanza alla fine richiese che la tregua venisse prolungata di altri tre giorni e concesse a Garibaldi il possesso del Palazzo della Zecca, situato presso il porto, che conteneva molto denaro. Infine l'armistizio divenne a tempo indeterminato.

## Fine dell’insurrezione

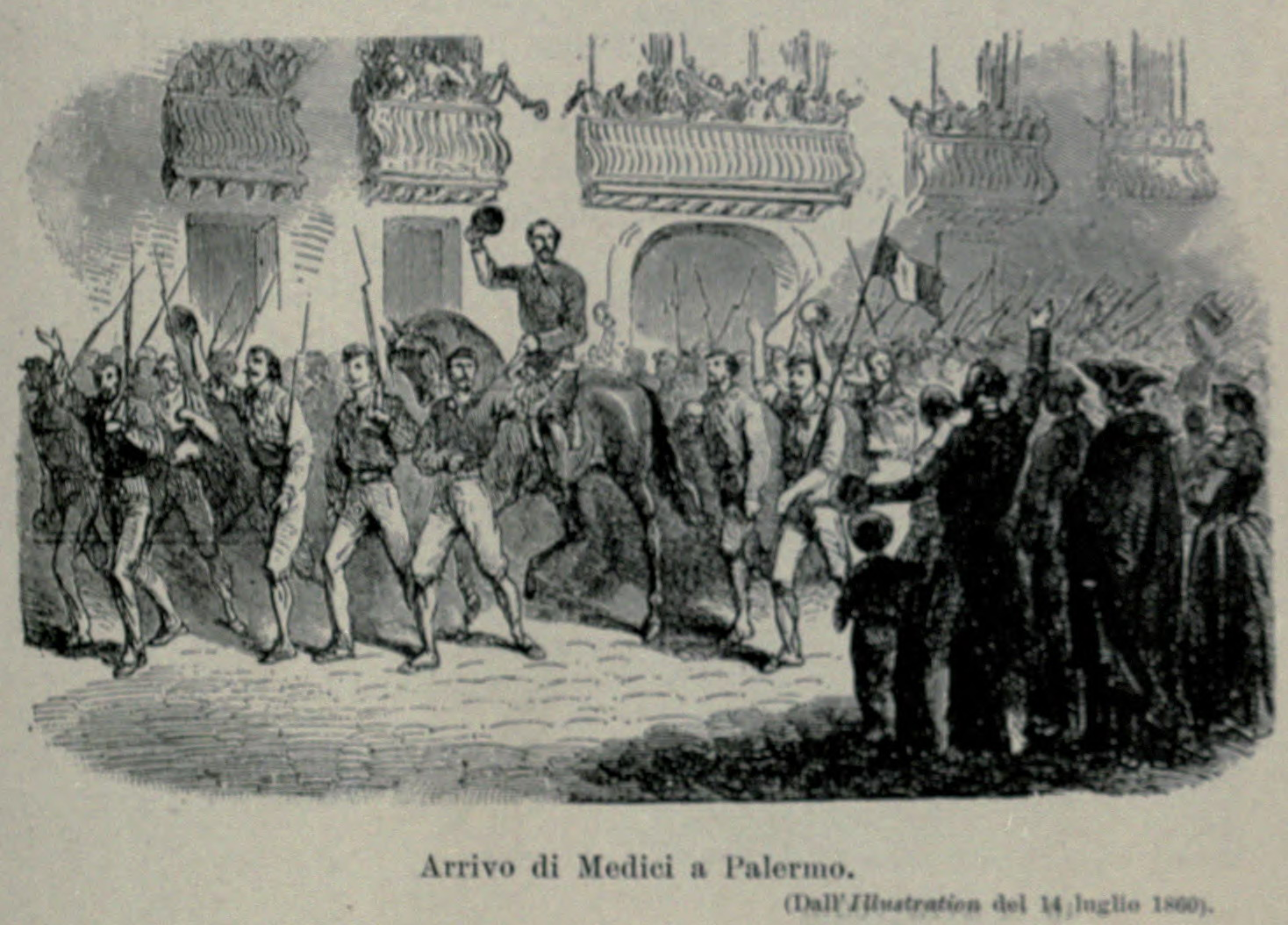
Arrivo della colonna Medici a Palermo

Stabilita la tregua, Garibaldi il 2 giugno formò il primo governo dittatoriale dell'isola, formato da Crispi e da 4 segretari di Stato.
Intanto inviò il Corrao incontro alla colonna di artiglieria dell'Orsini che aveva inviato verso il centro dell'isola e che stava tornando indietro. Giunto a Misilmeri la sera del 5 giugno Orsini si incontrò con il Corrao, con cui aveva combattuto insieme nel 1848. La mattina successiva le forze riunite dei due comandanti garibaldini raggiunsero Villabate e da qui seguirono un percorso tortuoso per evitare le forze militari borboniche ancora presenti nella capitale dell'isola.

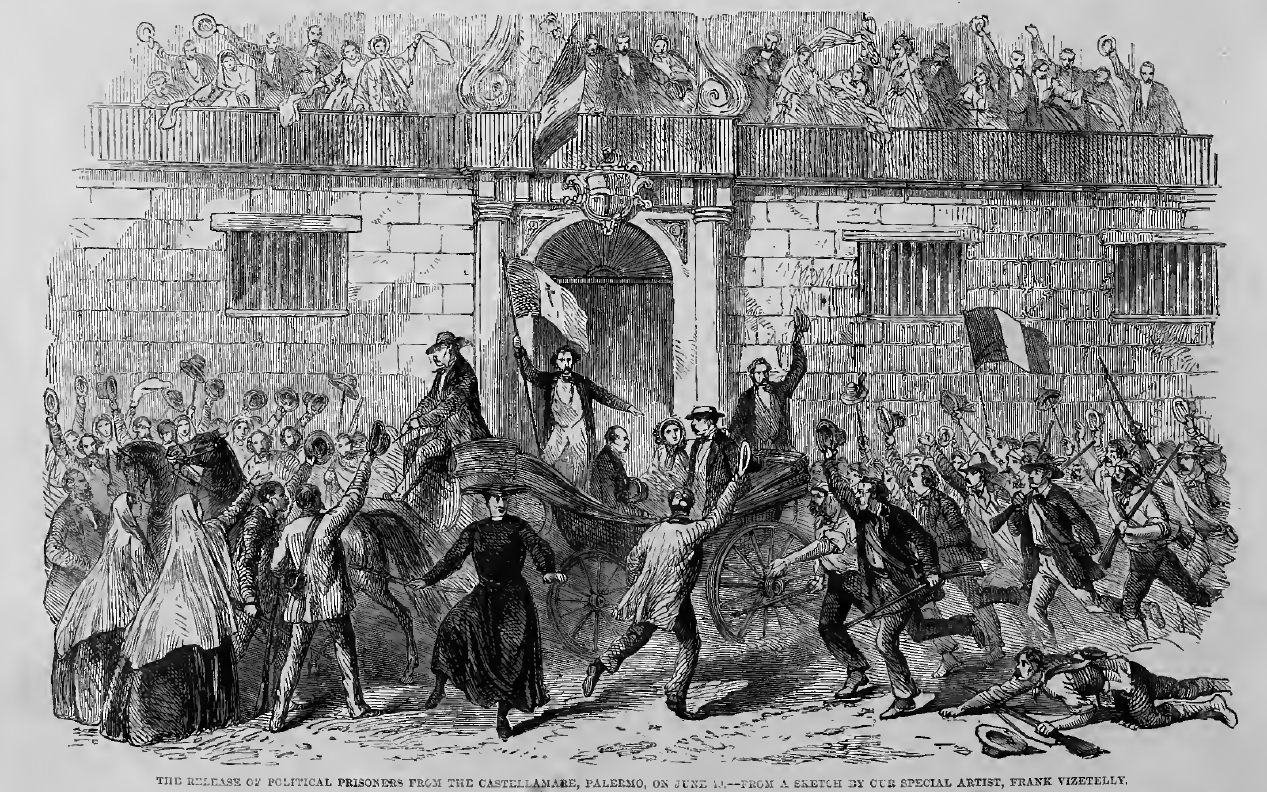
Folla acclamante la liberazione dei prigionieri politici dal forte di Castellamare. Al centro sulla carrozza il barone Riso e consorte

Il 6 giugno venne firmata la convenzione che stabiliva che le truppe borboniche abbandonavano la città di Palermo ottenendo gli onori militari.
Il 7 giugno le truppe regie iniziavano ad imbarcarsi e le ultime abbandonavano la città il 19 giugno. A questo punto buona parte dei combattenti siciliani erano rientrati alle loro case mentre dei Mille rimanevano poche centinaia di uomini abili, ma il 18 giugno era sbarcata nel golfo di Castellammare la colonna comandata dal generale Giacomo Medici forte di 2500 uomini. 

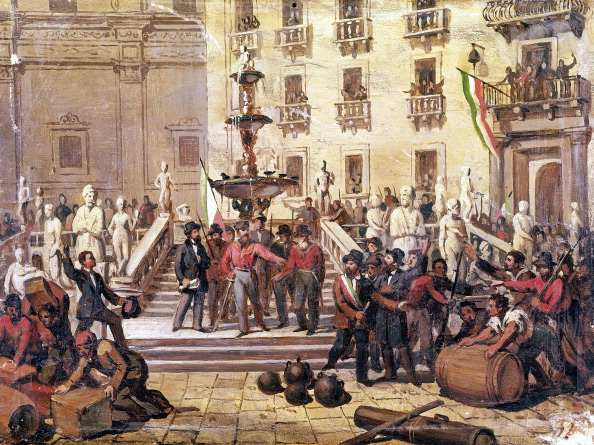
Garibaldi a piazza Pretoria

Il 19 giugno vennero liberati dal carcere del forte di Castello a mare i prigionieri politici, ivi detenuti dal 5 aprile, tra questi il giovane barone Giovanni Riso, il duca Salvatore di Monteleone, il principe Francesco Giradinelli, il principe Corrado Niscemi, il cavalieri Giovanni di S. Giovanni, il duca Leopoldo Cesarò e il sacerdote olivetano Don Ottavio Lanza dei Principi di Trabia che festeggiarono la liberazione in un corteo festante che attraversò Palermo lungo via Maqueda, preceduto da bandiere tricolori, accompagnato da due bande musicali e dal suono a festa delle campane.
Pochi giorni dopo il forte di Castello a mare venne demolito ad opera della popolazione.

## Conseguenze
Grazie alla vittoria di Palermo la Sicilia occidentale era libera dal dominio borbonico, ma l'esercito borbonico si stava rinforzando nella parte orientale dell'isola in cui le forze dislocate passarono da 5000 a 22 000 uomini, per la gran parte, 18 000, presenti presso Messina. Da Palermo Garibaldi intanto inviò il 20 giugno una divisione (la 15ª del nuovo esercito meridionale da lui costituito) al comando di Türr (poi sostituito da Eber) verso Enna, da dove si diresse a Catania senza incontrare resistenza; un'altra colonna, forte di 1200 uomini e al comando di Bixio, partiva il 25 seguendo il percorso Girgenti-Licata da dove s'imbarcava verso Terranova di Sicilia e da qui tagliava per Catania ricongiungendosi infine con quella dell'Eber. Infine la colonna più importante mosse al comando del Medici direttamente sulla direttrice Palermo-Messina.